# Rắn hổ mang Mali
Rắn hổ mang Mali (Naja katiensis) là một loài rắn trong họ Rắn hổ. Loài này được Angel mô tả khoa học đầu tiên năm 1922.